# Independence (comté de Hennepin)
Pour les articles homonymes, voir Independence.
Pour le secteur non constitué en municipalité situé dans le même État, voir Independence (comté de Saint Louis).
La ville d’Independence est située dans le comté de Hennepin, dans l’État du Minnesota, aux États-Unis. Sa population s’élevait à 3 504 habitants lors du recensement de 2010, estimée à 3 740 habitants en 2016.

## Source
- (en) Cet article est partiellement ou en totalité issu de l’article de Wikipédia en anglais intitulé « Independence, Minnesota » (voir la liste des auteurs).